# American Service-Members’ Protection Act
Der American Service-Members’ Protection Act (ASPA; deutsch ‚Schutzgesetz für amerikanische Dienstangehörige‘) ist ein US-amerikanisches Gesetz zum Schutz der US-Regierung, des US-Militärs und anderen offiziellen US-Vertretern vor Strafverfolgung durch den Internationalen Strafgerichtshof im niederländischen Den Haag.
Die Vereinigten Staaten haben das Römische Statut des Internationalen Strafgerichtshofs nicht ratifiziert und sind daher auch kein Mitglied des Gerichtshofs. Damit sind sie neben der Volksrepublik China und der Russischen Föderation eines der drei ständigen Mitglieder des Sicherheitsrates, welche das Statut nicht ratifiziert haben.

## Entstehung
Eingebracht hatte den Gesetzesentwurf der republikanische Senator Jesse Helms als Anlage des Supplemental Appropriations Act for Further Recovery from and Response to Terrorist Attacks on the United States (H.R.4775); im Mai 2002 verabschiedete der US-Kongress das Gesetz, im Juni der US-Senat, und US-Präsident George W. Bush setzte es am 2. August 2002 in Kraft.

## Zweck
Das Gesetz dient der Schwächung der Position des Internationalen Strafgerichtshofes in Den Haag, indem es US-Bürger vor der Auslieferung an den Internationalen Strafgerichtshof schützt. Des Weiteren wird der Präsident der Vereinigten Staaten ermächtigt, alle notwendigen Mittel, einschließlich militärischer Invasionen, einzusetzen, um vor dem Gerichtshof angeklagte US-Bürger aus dessen Zugriff zu befreien. Wegen des weitläufigen Wortlauts, welches Militäraktionen nicht explizit ausschließt, wird das ASPA auch als The Hague Invasion Act ‚Den-Haag-Invasionsgesetz‘ bezeichnet.
ASPA schränkt daneben den Einsatz von US-Kräften für Friedensmissionen der Vereinten Nationen ein, sofern diese keine Immunität vor Strafverfolgung garantieren.
Zudem wird die Gewährung von militärischer Hilfe für Mitgliedsstaaten des Römischen Statuts untersagt. Ausnahmen bestehen allerdings für NATO-Staaten sowie einige wichtige strategische Partner. Auch solchen Staaten, welche ein sogenanntes Artikel-98-Abkommen mit den USA schließen, das die Auslieferung von US-Amerikanern verhindern soll, kann militärische Unterstützung gewährt werden.
Teilweise wird das Gesetz als Ausdruck von Hilflosigkeit verstanden: Anders als in politischen oder diplomatischen Prozessen könne man ein Gericht nicht durch ökonomische oder finanzielle Anreize dazu bringen, auf Strafverfolgung zu verzichten.